# Onthophagus palatus
Onthophagus palatus là một loài bọ cánh cứng trong họ Bọ hung (Scarabaeidae).